# Koń w średniowieczu

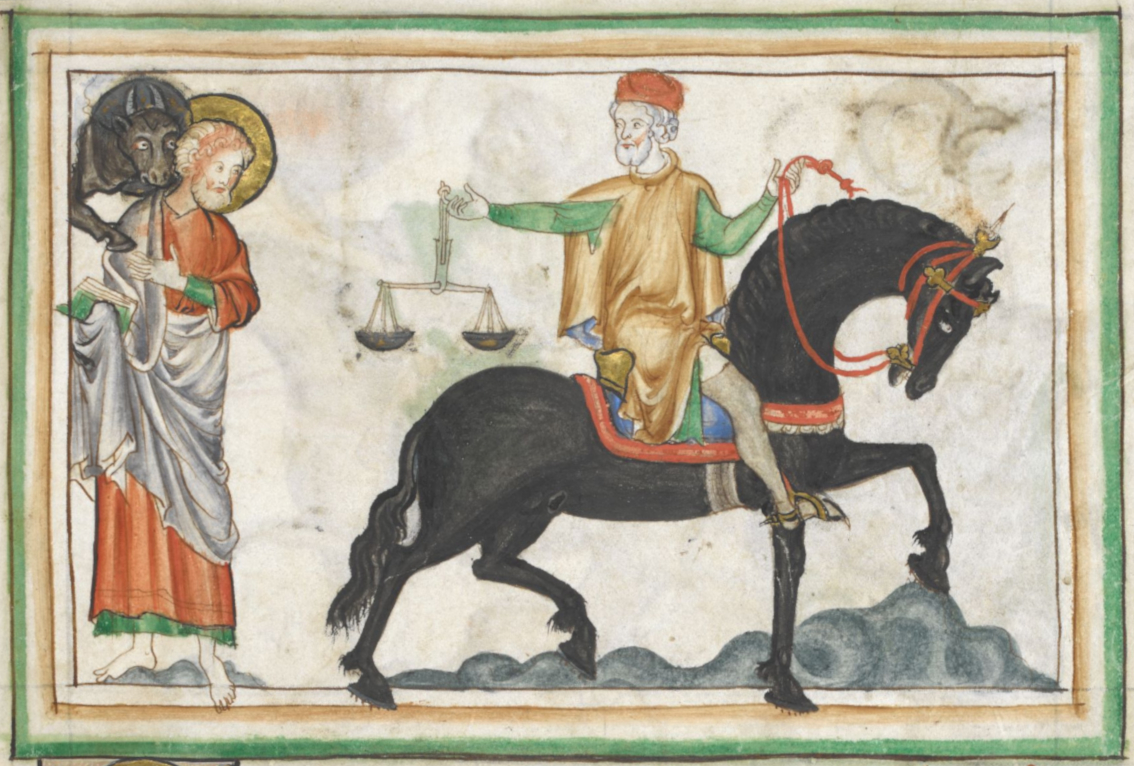
Jeździec na koniu (XIII wiek)

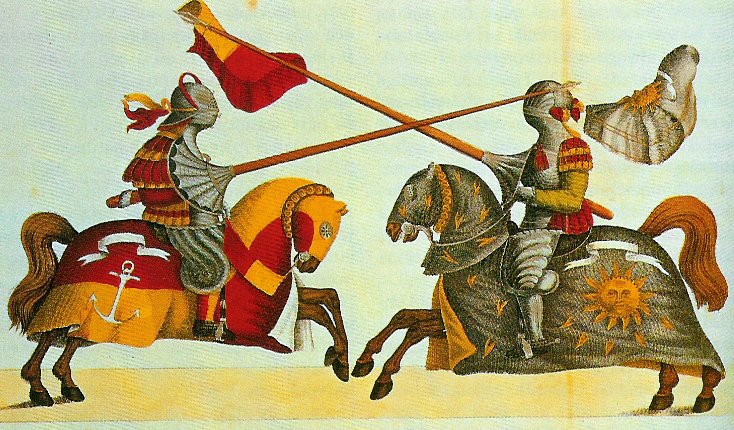
Turniej rycerski (XV wiek)

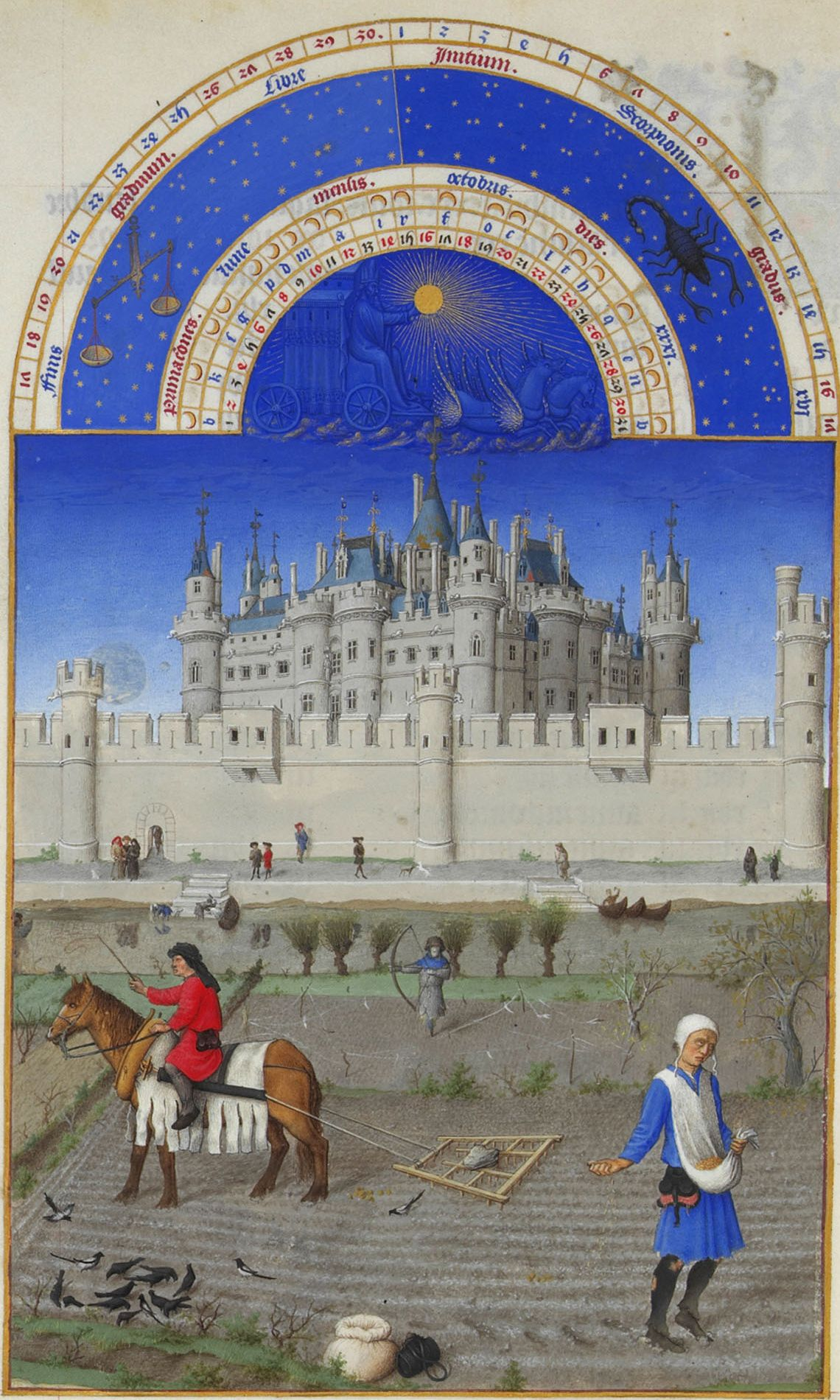
Koń w rolnictwie. Zaopatrzony jest w chomąto i bronę (iluminacja z Bardzo bogatych godzinek księcia de Berry, ok. 1410)

Konie w średniowieczu różniły się wielkością, budową i rasą od dzisiejszych. Były np. przeciętnie mniejsze. Były też istotniejsze dla społeczeństwa niż dziś, odgrywały kluczową rolę w walce, rolnictwie i transporcie.

## Rasy
W średniowiecznych źródłach nie wymieniano ras końskich, a jedynie ich typy, np. rosły, kopijniczy, dobry itd.
Za protoplastów rycerskiego destriera w Europie uważa się konie z rejonów dzisiejszej Normandii i Belgii, skrzyżowanych z końmi z półwyspu Iberyjskiego. Jednymi z pierwszych, którzy zaczęli taką hodowlę wprowadzać na potrzeby walki, byli Normanowie, osiadli w północnej Francji w połowie IX wieku. Były to rumaki o maksymalnym wzroście do 155 cm w kłębie i wadze do 300–450 kg. Średniowieczny destrier zmienił się w trakcie epoki wypraw krzyżowych, kiedy to ściągnięto do Europy konie z Płw. Anatolijskiego, mające w sobie krew szlachetnych ras wschodnich.

### W Polsce
Średniowieczne konie w Królestwie Polskim były najczęściej krzyżówkami rodzimych ras z rumakami niemieckimi, zwanymi „szwabami” lub „sasami” oraz z końmi z puszty węgierskiej.
Polscy mediewiści, zajmujący się problematyką wierzchowców w wiekach średnich, przytaczają, iż średni wzrost konia bojowego wahał się pomiędzy 155 a 157 cm w kłębie, przy jednoczesnych szerokich gabarytach klatki piersiowej i mocnym szkielecie.

## Jazda
Prekursorami elitarnych oddziałów konnych, których źródłem utrzymania była ziemia od władcy, była jazda Franków formowana od VIII wieku. Rycerstwo jako wojskowa elita konna zaczęło się wyłaniać w połowie IX wieku. Proces ten zapoczątkowali Normanowie, którzy osiedli w północnej części królestwa Franków. Przypisuje się im wynalezienie sposobu walki kopią osadzaną pod pachą, a nie jak do tej pory dzierżonego otwartym ramieniem. Dzięki tej zmianie siła uderzenia kopią stała się wypadkową siły i ciężaru wierzchowca, nie zaś siły rąk samego jeźdźca. Spowodowało to gigantyczne zwiększenie efektu rażenia przeciwnika w trakcie szarży blisko siebie zgrupowanych jeźdźców (conrois). Jednym z pierwszych wielkich zwycięstw według tej taktyki była bitwa pod Hastings w 1066 roku.
Walka nieruchomą kopią nie byłaby nigdy możliwa, gdyby nie zaznajomienie się Europejczyków ze strzemieniem i siodłem o drewnianych łękach. Wynalazki te na kontynent europejski przywiodło plemię Awarów w połowie VI wieku n.e. Normanowie i Frankowie zetknęli się ze strzemionami i siodłem o drewnianych łękach najprawdopodobniej poprzez walki i kontakty handlowe z Pieczyngami.
Wynalazek walki z nieruchomo trzymaną kopią, rozwijająca się hodowla ciężkiego rumaka bojowego (destrier), zdolnego unieść jeźdźca w pełnym uzbrojeniu, oraz spadek pozycji i wyszkolenia piechoty spowodował gwałtowną rewolucję w wojskowości średniowiecznej, efektem której ciężka konnica feudalna zdominowała pola bitew do końca XIV wieku. Od połowy XII wieku konnica rycerska stale uzupełniała uzbrojenie defensywne, co w ostatecznym rozrachunku doprowadziło do skonstruowania w połowie XV wieku zbroi niemal całkowicie chroniącej ciało człowieka (zbroja płytowa) oraz pełnej zbroi końskiej (ladr). Najbardziej znaną formą treningu konnych rycerzy były turnieje rycerskie, które stopniowo ewoluowały od zbiorowych brutalnych starć do widowiska będącego elementem kultury dworskiej.
Pierwsze symptomy przezwyciężania ciężkiej konnicy przez wyszkolone i zdyscyplinowane formacje piesze pojawiły się w trakcie wojen szkocko-angielskich, powstania mieszczan i chłopów we Flandrii, wojny stuletniej oraz wojen husyckich, w których rycerstwo poniosło szereg spektakularnych klęsk. Symboliczną cezurą końca ery jazdy rycerskiej stała się bitwa pod Pawią pomiędzy wojskami francuskimi a hiszpańsko-niemieckimi w 1525 roku. W decydującym momencie starcia 1500 baskijskich arkebuzerów otworzyło silny ogień na centrum wojsk francuskich. Od kul zginął kwiat rycerstwa, padł także rumak królewski, zaś sam władca Franciszek I musiał walczyć pieszo, co jednak nie uchroniło jego armii od klęski.

## Ceny w Polsce
Wartość konia dla rycerstwa była ogromna. Oddają to ceny z przełomu XIV i XV wieku. Najtańszy mierzynek chłopski kosztował 24 grosze. Dobry koń zdatny do walki od 120 groszy, zaś doświadczone destriery powyżej 200 groszy. Ceny za konie wybitne dochodziły do 3000 groszy. Konie sołtysów, na których przybywali w ramach powinności feudalnych, warte były zwykle 2-4 grzywny, konie wójtów 3-6 grzywien, rycerz o dochodzie rocznym 100 grzywien przyjeżdżał zwykle na koniu wartym 10 grzywien. Dla porównania najtańszy miecz kosztował 15 gr, najdroższy 120 gr.
Przy produkcji elementów rzędu końskiego w średniowieczu pracowały cechy podzielone na siodlarzy, rymarzy, uździelników, ostrożników, wędzidlarzy, strzemienników. Ceny zwykłej rzemiennej uzdy nie wykraczały poza 5 gr, ceny ogłowia z dobrej delikatnej skóry dochodziły do 15 gr. W myśl przepisów z 1504 roku w Poznaniu zwykłą uzdę wojskową oraz uzdę paradną nabijaną wypukłymi guzami musiał umieć wykonać kandydat na mistrza rymarskiego. Siodeł było kilka rodzajów, co przytacza ustawa o cenach z 1396 roku: najprostsze siodło transportowe (sella pro curru) – 6 gr, proste siodło jezdne bez wysokich łęków (sella communis) – 12 gr, siodła z wysokimi łękami (sella pro militaris) – 20 gr. Siodła późnośredniowieczne, zwłaszcza paradne, osiągały zawrotne ceny ze względu na ozdoby ze szlachetnych kruszców i drogich kamieni. Popręg (cingulum ad sellam) kosztował średnio 4 gr, puśliska strzemienne kosztowały w 1396 r. średnio 2 gr, para strzemion 3-5 gr. Ceny ostróg wahały się od 1 do 6 gr. Kropierz koński (cooperotio equi) pod koniec XIV wieku średnio kosztował 24 gr; jego ceny były jednak trudne do oszacowania ze względu na rodzaje materiałów i liczbę dodatków.